# 梅野孝明
梅野 孝明（うめの たかあき、1982年12月29日 - ）は、日本の男性シュートボクサー。大阪府摂津市出身。龍谷大学卒業。寝屋川ジム→シーザージム所属。入場曲はストラトヴァリウスのAnthem Of The World。元SB日本スーパーウェルター級王者。
得意技は、左フック、右ミドルキック。

## 来歴
高校に入学するまではサッカーをしていたが高校入学を機に日本拳法を始め、大学在学中の2004年には全・日本拳法総合選手権大会（第44回男子個人選手権大会）において大学生・社会人を含め日本一になった。
2007年9月16日、第1回アマチュアシュートボクシング選手権東京大会の重量級で優勝。
2007年11月30日、シュートボクシングでプロデビューし、右ミドルキックでKO勝ち。ヤングシーザー杯を獲得した。
2008年5月、寝屋川ジムからシーザージムに移籍。
2008年11月24日、S-cup 2008のワンマッチで寝屋川ジム時代の先輩菊池浩一と対戦し、判定勝ち。
2009年4月3日、SB日本スーパーウェルター級王座挑戦者決定戦で大野崇と対戦。2回に右ストレートでダウンを奪い、2回に1度、3回に2度、首投げでシュートポイント1を獲得するなどして、大差の判定勝ちで挑戦権を獲得した。
2009年6月1日、SB日本スーパーウェルター級タイトルマッチで王者金井健治に挑戦し、5回ドクターストップ勝ちで全勝（9戦9勝）のまま王座を獲得した。
2010年4月11日、シュートボクシング「維新-ISHIN- 其の弐」でボーウィー・ソーウドムソンと対戦。2度のダウンを奪うも、2度のダウンを奪い返されTKO負け。デビューからの連勝は12でストップした。
2010年9月18日、復帰戦となったシュートボクシング「維新-ISHIN- 其の四」で鈴木悟と対戦。4Rに腰投げでシュートポイントを奪われた直後にマットに着地した際の衝撃で鈴木が左肘関節を脱臼し、TKO勝ちとなった。
2010年11月23日、SHOOT BOXING WORLD TOURNAMENT S-cup 2010の1回戦でトビー・イマダと対戦し、3RKO負けを喫した。
2012年6月3日、SHOOT BOXING2012 Road to S-cup act.3のエキシビションマッチ、アンディ・サワー戦で引退。

## 戦績
| キックボクシング 戦績 | キックボクシング 戦績 | キックボクシング 戦績 | キックボクシング 戦績 | キックボクシング 戦績 | キックボクシング 戦績 | キックボクシング 戦績 |
| --------------------- | --------------------- | --------------------- | --------------------- | --------------------- | --------------------- | --------------------- |
| 15 試合               | (T)KO                 | 判定                  | その他                | 引き分け              | 無効試合              |                       |
| 13 勝                 | 7                     | 6                     | 0                     | 0                     | 0                     |                       |
| 2 敗                  | 2                     | 0                     | 0                     | 0                     | 0                     |                       |

| 勝敗 | 対戦相手                      | 試合結果                                        | 大会名                                                                                  | 開催年月日     |
| ×    | トビー・イマダ                | 3R 3:00 KO（右アッパー）                        | SHOOT BOXING WORLD TOURNAMENT S-cup 2010 【1回戦】                                      | 2010年11月23日 |
| ○    | 鈴木悟                        | 4R 2:03 TKO（左肘関節脱臼）                     | SHOOT BOXING 25TH ANNIVERSARY SERIES 第4戦 維新-ISHIN- 其の四                           | 2010年9月18日  |
| ×    | ボーウィー・ソーウドムソン    | 2R 2:54 TKO（右膝蹴り）                         | SHOOT BOXING 25TH ANNIVERSARY SERIES 第2戦 維新-ISHIN- 其の弐                           | 2010年4月11日  |
| ○    | ディーン・エグゼレブ          | 2R 1:43 KO（右フック）                          | SHOOT BOXING 25TH ANNIVERSARY SERIES 開幕戦 維新-ISHIN- 其の壱                          | 2010年2月13日  |
| ○    | チョークディ・ポー.プラムック | 3R 2:44 KO（右フック）                          | SHOOT BOXING 2009 武志道-bushido- 其の伍                                                | 2009年11月18日 |
| ○    | フローレン・スクープ          | 1R 0:54 KO（右フック）                          | SHOOT BOXING 2009 武志道-bushido- 其の四                                                | 2009年9月4日   |
| ○    | 金井健治                      | 5R 2:02 TKO（ドクターストップ：左側頭部カット） | SHOOT BOXING 2009 武志道-bushido- 其の参 【SB日本スーパーウェルター級タイトルマッチ】   | 2009年6月1日   |
| ○    | 大野崇                        | 3R終了 判定3-0                                  | SHOOT BOXING 2009 武志道-bushido- 其の弐 【SB日本スーパーウェルター級王座挑戦者決定戦】 | 2009年4月3日   |
| ○    | 山口太雅                      | 3R終了 判定3-0                                  | SHOOT BOXING 2009 武志道-bushido- 其の壱                                                | 2009年2月11日  |
| ○    | 菊池浩一                      | 3R終了 判定3-0                                  | SHOOT BOXING WORLD TOURNAMENT S-cup 2008                                                | 2008年11月24日 |
| ○    | 鳥居剛                        | 2R 2:37 KO（右ストレート）                      | SHOOT BOXING 2008 火魂〜Road to S-cup〜 其の伍                                          | 2008年9月12日  |
| ○    | 石島大悟                      | 3R+延長R終了 判定3-0                            | SHOOT BOXING ヤングシーザー杯2008                                                       | 2008年6月28日  |
| ○    | 長堂嘉夢                      | 3R終了 判定3-0                                  | SHOOT BOXING 2008 火魂〜Road to S-cup〜 其の壱                                          | 2008年2月3日   |
| ○    | 伊賀弘治                      | 3R+延長R終了 判定3-0                            | SHOOT BOXING 2007 無双〜MU-SO〜 其の伍                                                  | 2007年12月23日 |
| ○    | 三浦伸也                      | 1R 1:42 KO（右ミドルキック）                    | SHOOT BOXING ファン感謝イベント＆ヤングシーザー杯                                       | 2007年11月30日 |

## 獲得タイトル
- 第3代SB日本スーパーウェルター級王座